# Cosenza Calcio 2025-2026
Questa voce raccoglie le informazioni riguardanti il Cosenza Calcio nelle competizioni ufficiali della stagione 2025-2026.

## Stagione
La stagione 2025-2026 è per il Cosenza la 48ª partecipazione alla terza serie del Campionato italiano di calcio.
Il 2 luglio 2025 la società annuncia la risoluzione consensuale con il tecnico Massimiliano Alvini, mentre il giorno successivo viene sollevato dall'incarico il direttore sportivo Gennaro Delvecchio; l'11 luglio viene ufficializzato Fabio Lupo come nuovo direttore sportivo.

## Divise e sponsor
Per la stagione 2025-2026 lo sponsor tecnico è Adidas, mentre il main sponsor è PPAS - Consorzio Produttori Patate Associati, ente di tutela e certificazione I.G.P. della patata silana. Confermati come top sponsor Malizia, azienda operante nel settore abbigliamento e il marchio Volkswagen, rappresentata dal Gruppo Chiappetta, e come top sponsor pantaloncino 3F SRL, azienda operante nel campo dell'impiantistica e servizi alle aziende.
| Casa | Trasferta | Terza divisa | Portiere |

## Organigramma societario
Tratto dal sito ufficiale.
Area direttiva
- Presidente: Eugenio Guarascio

Area sanitaria
- Responsabile: Nino Avventuriera
- Medici sociali: Sergio Caira
- Massaggiatori: Ercole Donato
- Fisioterapisti: Italo Marsico, Gennaro Zumpano
- Nutrizionista: Daniele Basta

Area marketing
- Responsabile Marketing: Andrea Napoli

Area organizzativa
- Segretario generale: Francesco Xausa
- Direttore amministrativo: Daniel Inderst
- Segretaria amministrativa: Angela Salamone
- Team manager: Kevin Marulla

Area comunicazione
- Responsabile Area Comunicazione: Giovanni Folino [7]
- Digital & Social Media: Marco Michelin, Fabrizio Perna

Area tecnica
- Direttore sportivo: Fabio Lupo[4]
- Allenatore: Antonio Buscè[10]
- Allenatore in seconda: Francesco Nuti
- Collaboratore tecnico: Daniele Zini
- Preparatore atletico: Diego Gemignani
- Allenatore portieri: Antonio Fischetti
- Match analyst: Alessandro Imbrogno

## Rosa
Tratto dal sito ufficiale.

Rosa aggiornata al 25 luglio 2025.
In corsivo i calciatori ceduti a stagione in corso.
| N. |                   | Ruolo | Calciatore                  |
| -- | ----------------- | ----- | --------------------------- |
| 2  | Italia (bandiera) | D     | Baldovino Cimino            |
| 4  | Italia (bandiera) | D     | Pietro Martino              |
| 5  | Italia (bandiera) | C     | Mario Gargiulo              |
| 7  | Italia (bandiera) | A     | Luca Garritano              |
| 11 | Italia (bandiera) | D     | Tommaso D'Orazio (capitano) |
| 15 | Italia (bandiera) | D     | Christian Dalle Mura        |
| 16 | Italia (bandiera) | D     | Manuel Ricciardi            |
| 17 | Italia (bandiera) | D     | Alessandro Caporale         |
| 20 | Italia (bandiera) | C     | Andrea Rizzo Pinna          |
| 21 | Italia (bandiera) | A     | Massimo Zilli               |

| N. |                           | Ruolo | Calciatore           |
| -- | ------------------------- | ----- | -------------------- |
| 22 | Italia (bandiera)         | P     | Thomas Vettorel      |
| 23 | Italia (bandiera)         | D     | Michael Venturi      |
| 28 | Costa d'Avorio (bandiera) | C     | Christian Kouan      |
| 30 | Italia (bandiera)         | A     | Simone Mazzocchi     |
| 34 | Italia (bandiera)         | C     | Aldo Florenzi        |
| 36 | Australia (bandiera)      | A     | Jahce Novello        |
| 39 | Grecia (bandiera)         | C     | Chrīstos Kourfalidīs |
|    | Italia (bandiera)         | C     | Gianmarco Begheldo   |
|    | Italia (bandiera)         | A     | Alessandro Arioli    |

## Calciomercato

### Sessione estiva(dal 1º/7 al 30/8)
| Acquisti         | Acquisti         | Acquisti         | Acquisti                 |
| R.               | Nome             | da               | Modalità                 |
| Altre operazioni | Altre operazioni | Altre operazioni | Altre operazioni         |
| R.               | Nome             | a                | Modalità                 |
| ---------------- | ---------------- | ---------------- | ------------------------ |
| A                | Simone Mazzocchi | Atalanta U23     | riscatto (0,3 milioni €) |

| Cessioni         | Cessioni           | Cessioni  | Cessioni                 |
| R.               | Nome               | a         | Modalità                 |
| ---------------- | ------------------ | --------- | ------------------------ |
| P                | Alessandro Micai   |           | svincolato               |
| P                | Alessandro Lai     |           | svincolato               |
| D                | Filippo Sgarbi     |           | svincolato               |
| D                | Andrea Hristov     |           | svincolato               |
| C                | Charlys            | Verona    | fine prestito            |
| A                | Riccardo Ciervo    | Sassuolo  | fine prestito            |
| A                | Gabriele Artistico | Lazio     | fine prestito            |
| A                | Tommaso Fumagalli  | Como      | fine prestito            |
| A                | Juan Manuel Cruz   | Verona    | fine prestito            |
| Altre operazioni |                    |           |                          |
| R.               | Nome               | a         | Modalità                 |
| A                | Gennaro Tutino     | Sampdoria | riscatto (2,5 milioni €) |

## Statistiche

### Statistiche di squadra
Statistiche aggiornate al 25 giugno 2025
| Competizione         | Punti | In casa | In casa | In casa | In casa | In casa | In casa | In trasferta | In trasferta | In trasferta | In trasferta | In trasferta | In trasferta | Totale | Totale | Totale | Totale | Totale | Totale | DR |
| Competizione         | Punti | G       | V       | N       | P       | Gf      | Gs      | G            | V            | N            | P            | Gf           | Gs           | G      | V      | N      | P      | Gf     | Gs     | DR |
| -------------------- | ----- | ------- | ------- | ------- | ------- | ------- | ------- | ------------ | ------------ | ------------ | ------------ | ------------ | ------------ | ------ | ------ | ------ | ------ | ------ | ------ | -- |
| Serie C              | -     | -       | -       | -       | -       | -       | -       | -            | -            | -            | -            | -            | -            | -      | -      | -      | -      | -      | -      | -  |
| Coppa Italia Serie C | -     | -       | -       | -       | -       | -       | -       | -            | -            | -            | -            | -            | -            | -      | -      | -      | -      | -      | -      | -  |
| Totale               | -     | -       | -       | -       | -       | -       | -       | -            | -            | -            | -            | -            | -            | -      | -      | -      | -      | -      | -      | -  |

### Andamento in campionato
| Giornata  | 1 | 2 | 3 | 4 | 5 | 6 | 7 | 8 | 9 | 10 | 11 | 12 | 13 | 14 | 15 | 16 | 17 | 18 | 19 | 20 | 21 | 22 | 23 | 24 | 25 | 26 | 27 | 28 | 29 | 30 | 31 | 32 | 33 | 34 | 35 | 36 | 37 | 38 |
| --------- | - | - | - | - | - | - | - | - | - | -- | -- | -- | -- | -- | -- | -- | -- | -- | -- | -- | -- | -- | -- | -- | -- | -- | -- | -- | -- | -- | -- | -- | -- | -- | -- | -- | -- | -- |
| Luogo     |   |   |   |   |   |   |   |   |   |    |    |    |    |    |    |    |    |    |    |    |    |    |    |    |    |    |    |    |    |    |    |    |    |    |    |    |    |    |
| Risultato |   |   |   |   |   |   |   |   |   |    |    |    |    |    |    |    |    |    |    |    |    |    |    |    |    |    |    |    |    |    |    |    |    |    |    |    |    |    |
| Posizione |   |   |   |   |   |   |   |   |   |    |    |    |    |    |    |    |    |    |    |    |    |    |    |    |    |    |    |    |    |    |    |    |    |    |    |    |    |    |

Fonte: Lega Pro
Legenda:

Luogo: N = Campo neutro; C = Casa; T = Trasferta. Risultato: V = Vittoria; N = Pareggio; S = Sconfitta.
- = Turno di riposo.

### Statistiche dei giocatori
| Giocatore      | Serie B  | Serie B | Serie B     | Serie B    | Coppa Italia | Coppa Italia | Coppa Italia | Coppa Italia | Totale   | Totale | Totale      | Totale     |
| Giocatore      | Presenze | Reti    | Ammonizioni | Espulsioni | Presenze     | Reti         | Ammonizioni  | Espulsioni   | Presenze | Reti   | Ammonizioni | Espulsioni |
| -------------- | -------- | ------- | ----------- | ---------- | ------------ | ------------ | ------------ | ------------ | -------- | ------ | ----------- | ---------- |
| G. Baldi       | 0        | -0      | 0           | 0          | 0            | -0           | 0            | 0            | 0        | -0     | 0           | 0          |
| A. Caporale    | 0        | 0       | 0           | 0          | 0            | 0            | 0            | 0            | 0        | 0      | 0           | 0          |
| B. Cimino      | 0        | 0       | 0           | 0          | 0            | 0            | 0            | 0            | 0        | 0      | 0           | 0          |
| T. D'Orazio    | 0        | 0       | 0           | 0          | 0            | 0            | 0            | 0            | 0        | 0      | 0           | 0          |
| C. Dalle Mura  | 0        | 0       | 0           | 0          | 0            | 0            | 0            | 0            | 0        | 0      | 0           | 0          |
| A. Florenzi    | 0        | 0       | 0           | 0          | 0            | 0            | 0            | 0            | 0        | 0      | 0           | 0          |
| M. Gargiulo    | 0        | 0       | 0           | 0          | 0            | 0            | 0            | 0            | 0        | 0      | 0           | 0          |
| L. Garritano   | 0        | 0       | 0           | 0          | 0            | 0            | 0            | 0            | 0        | 0      | 0           | 0          |
| C. Kouan       | 0        | 0       | 0           | 0          | 0            | 0            | 0            | 0            | 0        | 0      | 0           | 0          |
| C. Kourfalidīs | 0        | 0       | 0           | 0          | 0            | 0            | 0            | 0            | 0        | 0      | 0           | 0          |
| P. Martino     | 0        | 0       | 0           | 0          | 0            | 0            | 0            | 0            | 0        | 0      | 0           | 0          |
| S. Mazzocchi   | 0        | 0       | 0           | 0          | 0            | 0            | 0            | 0            | 0        | 0      | 0           | 0          |
| J. Novello     | 0        | 0       | 0           | 0          | 0            | 0            | 0            | 0            | 0        | 0      | 0           | 0          |
| G. Ricci       | 0        | 0       | 0           | 0          | 0            | 0            | 0            | 0            | 0        | 0      | 0           | 0          |
| M. Ricciardi   | 0        | 0       | 0           | 0          | 0            | 0            | 0            | 0            | 0        | 0      | 0           | 0          |
| A. Rizzo Pinna | 0        | 0       | 0           | 0          | 0            | 0            | 0            | 0            | 0        | 0      | 0           | 0          |
| M. Venturi     | 0        | 0       | 0           | 0          | 0            | 0            | 0            | 0            | 0        | 0      | 0           | 0          |
| T. Vettorel    | 0        | -0      | 0           | 0          | 0            | -0           | 0            | 0            | 0        | -0     | 0           | 0          |
| M. Zilli       | 0        | 0       | 0           | 0          | 0            | 0            | 0            | 0            | 0        | 0      | 0           | 0          |

## Giovanili

### Organigramma
Tratto dal sito ufficiale della società.
Area direttiva
- Responsabile Settore Giovanile: Sergio Mezzina
- Responsabile Organizzativo: Daniela Fiorelli

Allievi Nazionali Under-16
- Allenatore: Gianluca Garofalo
- Allenatore in seconda: Francesco Marozzo
- Preparatore atletico: Mario Paura
- Allenatore dei portieri: Andrea Giovanni Marino
- Medico Sociale: Dott. Gianluca Garofalo

Primavera 2
- Allenatore:
- Allenatore in seconda:
- Preparatore atletico:
- Preparatore dei portieri: Francesco Spingola
- Medico Sociale:

Giovanissimi Nazionali Under-15
- Allenatore:
- Allenatore in seconda:
- Preparatore dei portieri: Andrea Giovanni Marino
- Preparatore atletico: Fabio Sidoti, Giuseppe Russo
- Team manager: Mario Ciraudo
- Medico Sociale:

Allievi Nazionali Under-17
- Allenatore:
- Allenatore in seconda:
- Preparatore atletico:
- Preparatore dei portieri: Andrea Giovanni Marino
- Fisioterapista: Emanuele Rizzo
- Team manager: Stefano Dodaro
- Medico Sociale: Dott. Gianfranco Calderaro